# Leucopholis rorida
Leucopholis rorida is een keversoort uit de familie bladsprietkevers (Scarabaeidae). De wetenschappelijke naam van de soort is voor het eerst geldig gepubliceerd in 1801 door Weber.